# Svensklärarföreningen
Svensklärarföreningen grundades 1912 och är Sveriges äldsta ämneslärarförening. Före 1970 under namnet Modersmålslärarnas förening.
Syftet med föreningen är att "stärka, praktiskt omsätta och utveckla språkets och litteraturens roll i alla skolformer och i all utbildning", samt att "stimulera till forskning, fortbildning och debatt i frågor som rör undervisning och lärande i ämnet svenska". Föreningen anordnar också fortbildning i Sverige och övriga Norden, för medlemmar i föreningen samt medlemmar i dess nordiska systerföreningar.
Sedan 1970 ges tidningen Svenskläraren ut med 4 nummer om året. Föreningen ger också ut en årsskrift, SLÅ, som presenterar aktuell forskning inom olika ämnesteman.